# Алексичи (Гомельская область)
Алексичи (бел. Але́ксічы) — деревня в Алексичском сельсовете Хойникского района Гомельской области Республики Беларусь.

## География

### Расположение
В 18 км на северо-запад от районного центра Хойники и железнодорожной станции в этом городе, расположенной на ветке Василевичи — Хойники, отходящей от линии Брест — Гомель, в 121 км от Гомеля.

### Гидрография
На востоке, севере и западе мелиоративные каналы, связанные с рекой Припять (приток реки Днепр).

## Транспортная система
Транспортная связь по просёлочной, а затем по автодороге Хойники — Юровичи.
В деревне 52 жилых дома (2004 год). Планировка складывается из слегка выгнутой улицы, ориентированной с юго-запада на северо-восток. Жилые дома деревянные, усадебного типа.

## Экология и природа
Недалеко залежи торфа.

## История

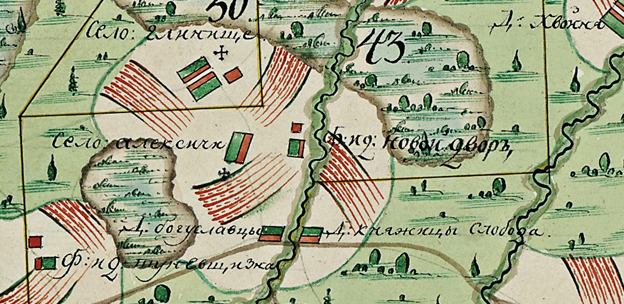
Село Алексичи, фольварк и деревня Новый Двор, на схематичном плане Речицкого повета 1800 г.

Из описания Мозырского замка 1552 года известны «села Олексичи а Оводовичи» Загальской недели; «село Олексичское», как свидетельствует упомянутый источник, было передано в держание земянину Андрею Обуху (предку панов Обуховичей). То же описание даёт нам и самые ранние имена-прозвища, ставшие позднее постоянными фамилиями; существуют они на Хойникщине и сегодня: Ревяко, Хилькевич, Богданович. С середины 1560-х годов Алексичи — в составе Мозырского повета Киевского воеводства Великого Княжества Литовского, с 1569 г. — Минского воеводства ВКЛ. 10 июля 1568 г. Алексичи и Водовичи отданы королём Жигимонтом Августом в качестве лена земянам Киевского повета Филону, Павлу, Кондрату, Семёну, Иосифу, Филиппу Круневичам. Привилеем короля Стефана Батория от 25 февраля 1585 г. две части Водовичей и Алексичей, после умерших без наследников «мужсъкого рожаю» братьев Кондрата и Иосифа Круневичей, были переданы Давыду Есману. 30 августа 1658 г. королевским листом было подтверждено право на ленное владение имениями Алексичи и Глинище мозырскому хорунжему Григорию Круневичу (bona Olexicze et Hliniszcze). Ленное право на Алексичи, кроме того, дважды подтверждал пан Казимир Александр Круневич: 18 марта 1637 г. в Киевском и 18 июля 1671 г. в Лидском гродском суде. 4 декабря 1721 г. копия на владение Алексичами и Водовичами внесена в книги гродские Киевские уже с подачи ксендза Войтеха Янковского, министра Овручской резиденции иезуитов. В архивном деле о дворянстве рода Оскерко сказано, в 1782 г. по завещанию Богуслава Леопольда сыновьям ленное имение, включавшее деревни Новый Двор, Туневщизна, село Алексичи и местечко Богуславец, досталось Флорентину, а потом и его сыну Антонию.
После второго раздела Речи Посполитой в 1793 году в составе Российской империи. В 1796 году во владении мозырского земского судьи Флориана Оскерко были «сельцо Алексичи и двор, местечко Богуслав (Богуславец), село Борисовщина, деревня Туновщизна (Туневщина)», находившиеся в Речицком уезде Черниговского наместничества, с 1797 года — Минской губернии. В 1811 и 1816 г. — владение Юзефа и Антония, сыновей Флориана, Оскерко.  В 1840-х гг. имением Новый Двор, включая село Алексичи, владел Антоний, сын Флориана, Оскерко. В 1850 г. владельцами, теперь уже наследственными, выступали паны Винчи. В 1876, 1889 г. владелицей имения Новый Двор (Алексичи) названа пани Генриетта, урождённая Винч, Сущинская. Роду Сущинских имение принадлежало до конца 1917 г.
В пореформенный период село в Юровичской волости Речицкого уезда Минской губернии. В 1871 году возведено новае здание деревянной приходской Свято-Николаевской церкви. Метрические книги сохранялись с 1796 года. В 1897 году в селе находились церковь, церковно-приходская школа, хлебозапасный магазин, 3 ветряные мельницы.
С 8 декабря 1926 года центр Алексичского сельсовета Юровичского, 8 июля 1931 года Хойникского районов Речицкого, с 9 июня 1927 года Мозырского (до 26 июля 1930 года) округов, с 20 февраля 1938 года Полесской, с 8 января 1954 года Гомельской областей.
В 1931 году организованы колхозы «Коммунар» и «Пролетарий», работали 3 кузницы и 2 ветряные мельницы.
Во время Великой Отечественной войны в августе 1942 года оккупанты сожгли в Алексичах 123 двора, сожгли или расстреляли 366 человек. На фронтах погибли 58 жителей деревни.
В 1959 году в составе колхоза «Ленинский путь» с центром в деревне Глинище. Размещались начальная школа, клуб, библиотека, больница, аптека, отделение связи, магазин.
В состав Алексичского сельсовета до 1995 года входили не существующие в настоящее время посёлки Застенок, Нариманов (до 1929 года — Михалёв).

## Население

### Численность
- 2021 год — 16 хозяйств, 29 жителей

### Динамика
- 1568 год — 19 дворов
- 1834 год — 22 двора
- 1850 год — 25 дворов
- 1885 год — 31 двор, 211 жителей
- 1897 год — 67 дворов, 475 жителей (согласно переписи)
- 1908 год — 76 дворов, 587 жителей
- 1930 год — 99 дворов, 480 жителей
- 1959 год — 390 жителей (согласно переписи)
- 2004 год — 52 двора, 93 жителя
- 2021 год — 16 хозяйств, 29 жителей

## Достопримечательность
В октябре 2021 года недалеко от Алексичи и Глинище обнаружен артефакт — старинный склеп.